# Запис оброк Свети Илија 1814 (Церова)
Запис оброк Свети Илија 1814 (Церова) се налази на парцели чији је власник Град Пирот.

## Локација
| Општина             | Пирот                                                           |
| Катастарска општина | Церова                                                          |
| Потес               | Свети Илија                                                     |
| Координате          | 43° 19′ 23″ С; 22° 29′ 08″ И / 43.323° С; 22.485600000000002° И |
| Надморска висина    | 693m                                                            |

## Карактеристике
Дендрометријске вредности утврђене на терену и сателитским снимцима:
| Стабло                     | Крст |
| Висина стабла              | m    |
| Обим дебла                 | m    |
| Пречник крошње             | 0m   |
| Пречник дебла              | m    |
| Висина дебла до прве гране | m    |

## База записа
Запис је у оквиру Викимедија пројекта "Запис - Свето дрво" заведен под редним бројем 0948.